# Едуард Хъл
Едуард Матю Хъл (на английски: Edward Matthew Hale) е английски офицер, военен художник, и военен кореспондент в Руско-турската война (1877 – 1878).

## Биография
Едуард Хъл е роден в през 1852 г. в гр. Хейстингс, Великобритания. Учи живопис в Париж заедно с Александър Кабанел и Карл Дюран (1873 – 1875). По време на Руско-турската война (1877 – 1878) е военен художник и специален кореспондент на в-к „Illustrated London News“. Повечето от неговите рисунки са жанрови сцени от войната. Продължава журналистическата си практика и в последвалата Афганистанска война. Като офицер в Британската армия достига до военно звание полковник. Зачислен е в Мидълсекския доброволчески полк. Живее в Лондон и Годалминг.
През 1888 и 1889 г. печата в Лондон серия от 40 цветни литографии на различни полкове на Британската армия. Текстът е литографиите е написан от Валтер Ричардс. И до днес са първокласен извор за униформите и въоръжението на Британската армия. В тази серия се откроява литографията на Кралския полк. Сред живописните и акварелните му творби се откроява темата за морето: „Вятър“, „Венецианската лагуна и къпещи се жени“, „Крайбрежие“, „Нежелани гости“, „Трите принцеси“, „Сирените“, „Русалка“, „На престола на Венера“ и др. Умира през 1924 г. във Великобритания.